# Провинција Бинго
Бинго (јап. 備後国) је једна од 66 историјских провинција Јапана, која је постојала од почетка 8. века (закон Таихо из 703. године) до Мејџи реформи у другој половини 19. века. Бинго се налазио на западном делу острва Хоншу, на обали Унутрашњег мора.
Царским декретом од 29. августа 1871. све постојеће провинције замењене су префектурама. Територија Бингоа одговара источном делу данашње префектуре Хирошима.

## Географија
Бинго је на југу излазио на Унутрашње море. На северу се граничио са провинцијама Изумо и Хоки,  на западу са провинцијама Ивами и Аки, а на истоку са провинцијом Бичу.